# Lucien Bourdin
Pour les articles homonymes, voir Bourdin.
Lucien Bourdin, né le 5 août 1896 à Romorantin (Loir-et-Cher) et mort en service aérien commandé le 19 mai 1937 à Antibes (Alpes-Maritimes), était un aviateur français, pilote d'essai chez Lioré et Olivier durant l’Entre-deux-guerres.

## Biographie

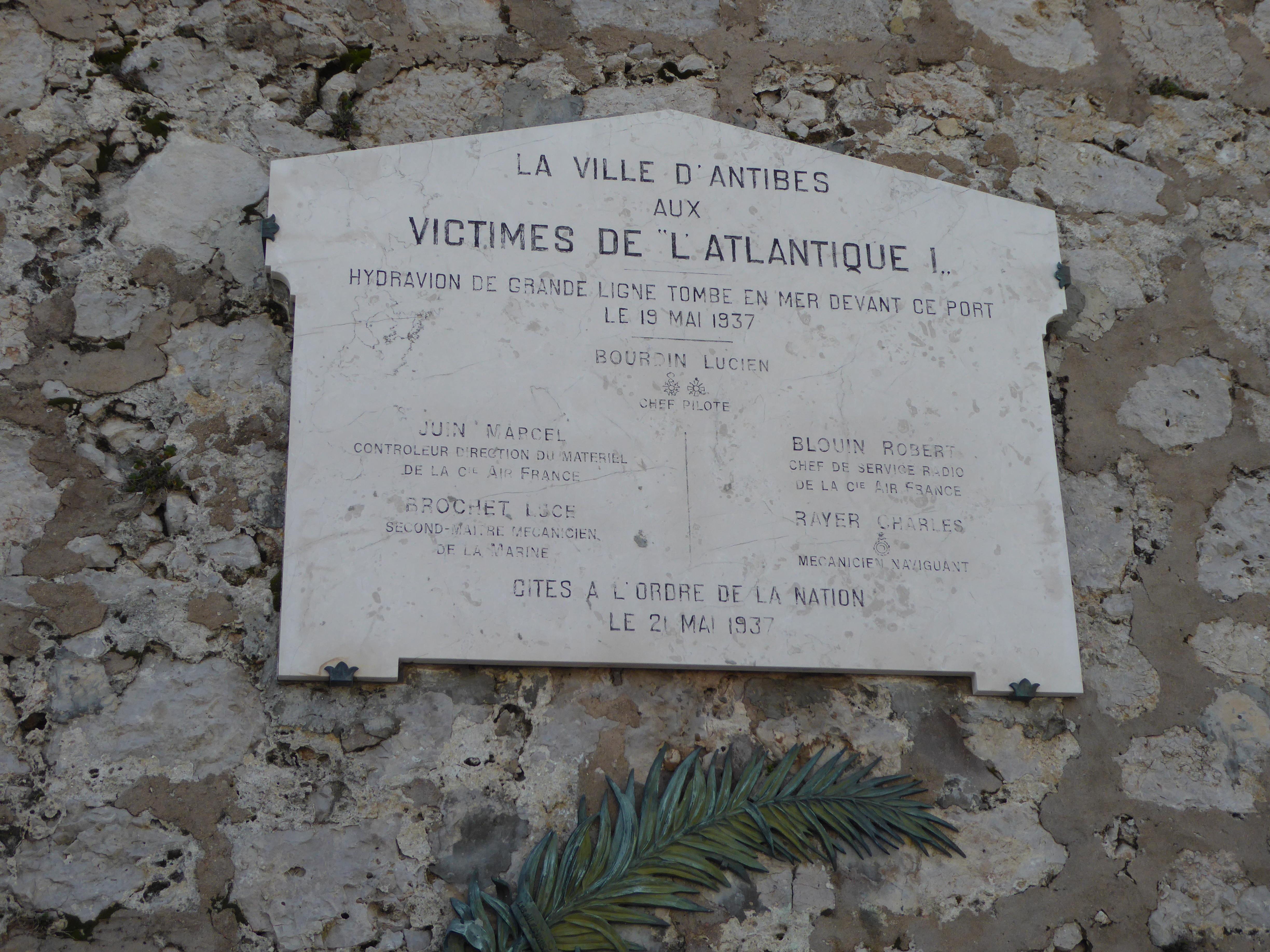
La plaque commémorative sur le port d’Antibes.

Lucien Bourdin décède le 19 mai 1937, lors d’un vol d’essai de l’Atlantique I, un prototype de l’hydravion LeO-H47 qu’il pilotait. Son corps n’est pas retrouvé. Une plaque sur le port d’Antibes rend hommage aux victimes de l’accident.

## Distinctions
- Chevalier de la Légion d'honneur[1]
- Croix de guerre 1914-1918[2]
- Citation à l'ordre de la nation du 21 mai 1937[2],[5]